# Monopolisztikus verseny
A monopolisztikus verseny a piac egy formája. Az iparági struktúrák legelterjedtebb szerkezete. Nagyon összetett forma, így elemzéséhez gyakran kiindulási pontként szolgál a tiszta verseny és a tiszta monopólium megközelítése.  A monopolisztikus verseny mind a monopólium, mind a verseny elemeit magában hordozza. A vállalatoknak van némi ereje a piaci ár befolyásolásában és versenyezniük kell a fogyasztókért. Ez a forma függ a termékek és a technológia specialitásaitól, illetve a vállalatok stratégiai döntéseitől. 
Több fajtája ismeretes, mint például:
- Reprezentatív vállalatos modellek
- Hoteling modell
- Dixit-Stiglitz modell